# Трифосфат натрію
Трифосфат натрію — сіль триполіфосфорної кислоти Na5Р3О10, харчовий стабілізатор, відомий як Е451.
Фосфати послаблюють електростатичну взаємодію всередині актоміозінового комплексу. Тільки фосфати можуть розщеплювати актин і міозин, і це є головною причиною повсюдного розповсюдження фосфатів.
Практично всі харчові фосфати та їх суміші, що використовуються в м'ясопереробній та рибній промисловості, мають лужну реакцію. Добавка лужних фосфатів до м'яса і риби призводить до зростання рН, і як наслідок, до збільшення вологозв'язуючий здатності білків.
Пірофосфати (e450) і триполіфосфат (e451) найкраще сприяють емульгування жиру.
Споживання понад дозволених норм фосфатів може негативно позначитися на здоров'ї людини, через що відбувається погіршення засвоєння кальцію, що призводить до відкладення в нирках кальцію і фосфору, і сприяє розвитку остеопорозу.

## Синтез
Трифосфат натрію синтезується шляхом конденсації з ортофосфорної кислоти:
{\displaystyle \mathrm {6\ H_{3}PO_{4}+5\ Na_{2}CO_{3}\longrightarrow } } {\displaystyle \mathrm {2\ Na_{5}P_{3}O_{10}+5\ CO_{2}+9\ H_{2}O} }
У лабораторних умовах він синтезується з фосфату натрію та дифосфату натрію:
{\displaystyle \mathrm {NaPO_{3}+Na_{4}P_{2}O_{7}\longrightarrow Na_{5}P_{3}O_{10}} }
Також можливий синтез із триметафосфату натрію:
{\displaystyle \mathrm {Na_{3}P_{3}O_{9}+2\ NaOH\longrightarrow Na_{5}P_{3}O_{10}+H_{2}O} }